# شام (آلمان)
شام (به آلمانی: Landkreis Cham) یک ناحیه در آلمان است که در فالتس علیا واقع شده‌است. شام ۱۳۱٬۰۰۰ نفر جمعیت دارد.